# Wapen van Gennep

Wapen van Gennep

Het wapen van de Nederlandse gemeente Gennep in Limburg is bij Koninklijk Besluit op 27 september 1973 door de Hoge Raad van Adel toegekend. Het verving het wapen uit 1896.

## Geschiedenis
Gennep dateert mogelijk van de negende eeuw, waarin het Asnapium genaamd zou zijn. Gennep vormde met Ottersum en Oeffelt een heerlijkheid in bezit van de graven van Gelre, maar kwam in 1449 in handen van hertog Jan I van Kleef. Voor 1458 verkreeg het stadsrechten. Het geslacht van Gennep, waaronder aartsbisschop Willem van Gennep van Keulen en de H. Norbertus van Gennep, voerde als wapen een St. Andrieskruis van keel op een veld van goud, vergezeld van vier scharen van keel. Dit wapen staat ook vermeld in het Wapenboek Gelre. Het oudst bekende zegel, in gebruik van 1458 tot 1708, toont dit wapen als bovenste helft van een doorsneden wapen, met in de onderste helft een burcht. De heerlijkheid bleef tot de Franse tijd direct bezit van de hertogen van Kleef. In 1816 verzocht de gemeente verlening van dit doorsneden wapen. Het werd echter om onbekende redenen door de Hoge Raad van Adel afgekeurd. In 1896 werd een nieuw wapen aangevraagd. Dit was het complete familiewapen van Van Gelre, wat als zodanig werd afgekeurd. Het uiteindelijk verleende wapen is gelijk aan dat van het geslacht Van Gennep, met dat verschil dat in het familiewapen schaapscheerdersscharen zijn afgebeeld (met een spitse vorm) en in het gemeentewapen droogscheerdersscharen (met een bot uiteinde).
Na de gemeentelijke herindeling van 1973, waarbij Ottersum aan Gennep werd toegevoegd, werd het wapen gewijzigd. In het nieuwe wapen werden de wapens van Ottersum en Gennep samengevoegd. Om duidelijk te maken dat het om twee gemeenten ging werden de kleuren gewisseld.

## Blazoenen

### Blazoen van 1896

Wapen van Gennep (1896 - 1973)

De beschrijving van het eerste wapen van Gennep dat werd toegekend op 7 december 1896, luidt als volgt:
In goud een St.Andrieskruis van keel, vergezeld van 4 droog-scheerdersscharen van hetzelfde, met de punten omlaag.

### Blazoen van 1973
De huidige beschrijving luidt als volgt:
Gedeeld van goud en keel met een schuinkruis vergezeld van 4 omgewende droogscheerdersscharen van het een in het ander. Het schild gedekt met een gouden kroon van 3 bladeren en 2 parels.
N.B.: de heraldische kleuren in het wapen zijn goud (geel) en keel (rood).

## Verwante wapens
Onderstaande wapens zijn verwant aan dat van Gennep:

Het wapen van Ottersum
Het wapen van Wijchen
Volgens het Wapenboek Gelre